# Луи Жозеф де Вандом
Луи́-Жозе́ф де Бурбо́н-Вандо́м (фр. Louis Joseph de Bourbon, Duke of Vendôme), известен как Великий Вандом (фр. le Grand Vendôme; 1 июля 1654[…], Париж — 11 июня 1712, Винарос) — 3-й герцог Вандом, французский военачальник периода правления Людовика XIV, особенно прославился в Войне за испанское наследство. Обладая несомненным талантом и опытом полководца, отличался и личной храбростью. За свои заслуги был приравнен к рангу законного принца крови во Франции и в Испании Филиппа V, трон которого он сохранил.

## Биография
Родился 1 июля 1654 года в Вандомском дворце в Париже, крещён 27 октября 1656 года в замке Версаль. Луи Жозеф был старшим сыном герцога Людовика де Вандома и Лауры Манчини. Его мать была сестрой Олимпии Манчини, которая была матерью принца Евгения Савойского — одного из главных противников Луи Жозефа в Войне за испанское наследство. По отцу он являлся правнуком короля Генриха IV Великого и Габриэль д'Эстре.
Луи Жозеф де Бурбон-Вандом, тогда ещё герцог де Меркёр, начал военную службу под начальством Анри де Ла Тур д’Овернь, маршала Тюренна и по праву считается его учеником. С первых дней военной службы он с большим отличием участвует во всех походах и особенно отличается в 1693 году, когда содействует победе, одержанной маршалом Николя Катина при Марсалии.
В 1697 году он, в звании главнокомандующего в Каталонии, предпринял осаду Барселоны, защищаемой принцем Гессен-Дармштадтским, разбил испанцев, спешивших на помощь ей, и принудил крепость к сдаче.
В начале войны за Испанское наследство, когда неспособный Франсуа, маршал Вильруа был взят в плен в Кремоне, Вандом принял главное начальство над французской армией в Италии. 15 августа 1702 года он дал принцу Евгению большое сражение при Луццаре, не имевшее решительного исхода, а весной 1703 года вторгся через Тироль в Германию, чтобы соединиться с курфюрстом Баварским. Мужественная оборона тирольцев задержала его движение и он дошёл только до Тренто. Осенью 1703 года он обезоружил войска отпавшего от Франции герцога Савойского, взял несколько укрепленных городов в Пьемонте и начал осаду Турина. Весной 1706 года, воспользовавшись отъездом принца Евгения в Вену, он напал на австрийцев и прогнал их за Эч. Среди этих успехов он был отозван в Нидерланды, где ему пришлось ещё раз загладить неудачу Вильруа, разбитого при Рамийи. Своими стратегическими движениями он долгое время задерживал английского полководца Джона Черчилля, герцога Мальборо.
В 1708 году Людовик XIV допустил ошибку: вместо того, чтобы отдать армию в Нидерландах полностью под командование Вандома, он назначает его вторым командующим, а над ним ставит своего внука Людовика, герцога Бургундского. Между Вандомом и Бургундским возникают разногласия. В начале им сопутствует успех: занят Гент, Брюгге и Плассендаль, но 11 июля в битве при Ауденарде армия, в результате неумелых действий Бургундского была разбита союзниками. Это поражение было преподнесено королю как вина Вандома (кто же будет обвинять внука короля). К тому же, Луи Жозеф имел сильного врага в лице второй жены короля маркизы Франсуазы де Ментенон. В результате, Вандом был уволен в отставку и два года оставался в бездействии, хотя Франция тогда остро нуждалась в полководцах.
Однако, осенью 1710 года французские дела в Испании пришли в сильное расстройство и Людовик XIV послал Вандома со значительными подкреплениями за Пиренеи. Несмотря на старость и болезненное состояние, Вандом обнаружил необыкновенную деятельность. Он возвратил Филиппу V Мадрид, потом обратился против австрийцев и 10 декабря разбил генерала Штаремберга в сражении при Вильявисьосе. Все завоевания, сделанные союзниками в Испании, были вследствие этой победы потеряны, а Филипп V смог окончательно утвердиться в Испании.
Скончался Луи Жозеф де Вандом в Каталонии 11 июня 1712 года и был похоронен по повелению испанского короля Филиппа V в пантеоне Инфантов, в Эскориале.

## Семья
15 мая 1710 года Луи Жозеф женился на Марии Анне де Бурбон (1678—1718), Мадмуазель д’Энгиен, дочери Анри III Жюля де Бурбон-Конде, принца де Конде и принцессы Анны Пфальцской; внучке Великого Конде.
Брак остался бездетным и Луи Жозефу наследовал его младший брат Филипп де Бурбон-Вандом, бывший аббатом и великим приором Мальтийского ордена во Франции. Со смертью Филиппа в 1727 году пресеклась Вандомская линия династии Бурбонов и герцогство окончательно отошло к французской короне.

## Титулы и карьера

### Титулы
- До смерти отца носил титул герцога де Меркёра.
- Герцог де Вандом (Луи II[5], 1669—1712), герцог де Бофор (1669), герцог д’Этамп (1669), герцог де Пентьевр (1669).
- Граф де Дрё. Принц д’Ане и де Мартиг.
- Рыцарь (кавалер) орденов короля Франции (ордена Святого Духа и Святого Михаила) и ордена Золотого руна.
- Первый принц крови королевства Испании.

### Военная карьера
- 1659 — Генерал галерного флота короля Франции.
- 1688 — Генерал-лейтенант армии короля Франции.
- Командующий испанской армии.
- 1697 — Завоевание Барселоны и назначение вице-королём Каталонии.
- 1710 — Главный маршал испанской армии.